# Ronde van Romandië 2022 (mannen)
De Ronde van Romandië werd in 2022 verreden van 26 april tot en met 1 mei in Romandië, Zwitserland. Het was de 75e editie van deze meerdaagse wielerkoers. De start vond plaats in Lausanne en Villars-sur-Ollon was de finishplaats. De winnaar van de vorige editie (2021) was de Brit Geraint Thomas; hij werd opgevolgd door de Rus Aleksandr Vlasov.

## Etappe-overzicht
| Etappe    | Datum    | Startplaats       | Finishplaats          | Afstand  | Type                        | Winnaar          | Klassementsleider |
| --------- | -------- | ----------------- | --------------------- | -------- | --------------------------- | ---------------- | ----------------- |
| Proloog   | 26 april | Lausanne          | Lausanne              | 5,12 km  | Proloog                     | Ethan Hayter     | Ethan Hayter      |
| 1e etappe | 27 april | La Grande Béroche | Romont                | 178 km   | Heuvelrit                   | Dylan Teuns      | Rohan Dennis      |
| 2e etappe | 28 april | Echallens         | Echallens             | 168,2 km | Heuvelrit                   | Ethan Hayter     | Rohan Dennis      |
| 3e etappe | 29 april | Valbroye          | Valbroye              | 165,1 km | Heuvelrit                   | Patrick Bevin    | Rohan Dennis      |
| 4e etappe | 30 april | Aigle             | Zinal/Val d'Anniviers | 180,1 km | Bergrit                     | Sergio Higuita   | Rohan Dennis      |
| 5e etappe | 1 mei    | Aigle             | Villars-sur-Ollon     | 15,84 km | Bergrit Individuele tijdrit | Aleksandr Vlasov | Aleksandr Vlasov  |

## Etappe-uitslagen

### Proloog
| Lausanne – Lausanne (5,12 km) (ITT) |                       |                         |       |
| Plaats                              | Naam                  | Ploeg                   | Tijd  |
| 1                                   | Ethan Hayter          | INEOS Grenadiers        | 5'52" |
| 2                                   | Rohan Dennis          | Team Jumbo-Visma        | + 4"  |
| 3                                   | Felix Großschartner   | BORA-hansgrohe          | + 10" |
| 4                                   | Geraint Thomas        | INEOS Grenadiers        | z.t.  |
| 5                                   | Maximilian Schachmann | BORA-hansgrohe          | + 13" |
| 6                                   | Matteo Sobrero        | Team BikeExchange Jayco | z.t.  |
| 7                                   | Ethan Vernon          | Quick Step-Alpha Vinyl  | + 14" |
| 8                                   | Georg Steinhauser     | EF Education-EasyPost   | z.t.  |
| 9                                   | Mauro Schmid          | Quick Step-Alpha Vinyl  | z.t.  |
| 10                                  | Juan Ayuso            | UAE Team Emirates       | z.t.  |
|                                     |                       |                         |       |
| 41                                  | Gijs Leemreize        | Team Jumbo-Visma        | + 23" |
| 42                                  | Laurens De Plus       | INEOS Grenadiers        | + 23" |

| Algemeen klassement |                       |                         |       |
| Plaats              | Naam                  | Ploeg                   | Tijd  |
| Gele trui           | Ethan Hayter          | INEOS Grenadiers        | 5'52" |
| 2                   | Rohan Dennis          | Team Jumbo-Visma        | + 4"  |
| 3                   | Felix Großschartner   | BORA-hansgrohe          | + 10" |
| 4                   | Geraint Thomas        | INEOS Grenadiers        | z.t.  |
| 5                   | Maximilian Schachmann | BORA-hansgrohe          | + 13" |
| 6                   | Matteo Sobrero        | Team BikeExchange Jayco | z.t.  |
| 7                   | Ethan Vernon          | Quick Step-Alpha Vinyl  | + 14" |
| 8                   | Georg Steinhauser     | EF Education-EasyPost   | z.t.  |
| 9                   | Mauro Schmid          | Quick Step-Alpha Vinyl  | z.t.  |
| 10                  | Juan Ayuso            | UAE Team Emirates       | z.t.  |
|                     |                       |                         |       |
| 41                  | Gijs Leemreize        | Team Jumbo-Visma        | + 23" |
| 42                  | Laurens De Plus       | INEOS Grenadiers        | + 23" |

### 1e etappe
| La Grande Béroche – Romont (178 km) |                   |                                    |          |
| Plaats                              | Naam              | Ploeg                              | Tijd     |
| 1                                   | Dylan Teuns       | Bahrain-Victorious                 | 4u23'58" |
| 2                                   | Rohan Dennis      | Team Jumbo-Visma                   | z.t.     |
| 3                                   | Marc Hirschi      | UAE Team Emirates                  | + 2"     |
| 4                                   | Aleksandr Vlasov  | BORA-hansgrohe                     | z.t.     |
| 5                                   | Quinten Hermans   | Intermarché-Wanty-Gobert Matériaux | z.t.     |
| 6                                   | Ben O'Connor      | AG2R-Citroën                       | + 4"     |
| 7                                   | Damiano Caruso    | Bahrain-Victorious                 | z.t.     |
| 8                                   | Juan Ayuso        | UAE Team Emirates                  | z.t.     |
| 9                                   | Steff Cras        | Lotto Soudal                       | z.t.     |
| 10                                  | Mauro Schmid      | Quick Step-Alpha Vinyl             | z.t.     |
|                                     |                   |                                    |          |
| 41                                  | Steven Kruijswijk | Team Jumbo-Visma                   | + 22"    |

| Algemeen klassement |                       |                        |          |
| Plaats              | Naam                  | Ploeg                  | Tijd     |
| Gele trui           | Rohan Dennis          | Team Jumbo-Visma       | 4u29'48" |
| 2                   | Felix Großschartner   | BORA-hansgrohe         | + 14"    |
| 3                   | Mauro Schmid          | Quick Step-Alpha Vinyl | + 18"    |
| 4                   | Dylan Teuns           | Bahrain-Victorious     | z.t.     |
| 5                   | Juan Ayuso            | UAE Team Emirates      | z.t.     |
| 6                   | Mikkel Frølich Honoré | Quick Step-Alpha Vinyl | z.t.     |
| 7                   | Patrick Bevin         | Israel-Premier Tech    | + 20"    |
| 8                   | Brandon McNulty       | UAE Team Emirates      | + 21"    |
| 9                   | Aleksandr Vlasov      | BORA-hansgrohe         | + 23"    |
| 10                  | Marc Hirschi          | UAE Team Emirates      | + 24"    |
|                     |                       |                        |          |
| 45                  | Steven Kruijswijk     | Team Jumbo-Visma       | + 58"    |

### 2e etappe
| Echallens – Echallens (168,2 km) |                     |                                    |          |
| Plaats                           | Naam                | Ploeg                              | Tijd     |
| 1                                | Ethan Hayter        | INEOS Grenadiers                   | 4u04'55" |
| 2                                | Jon Aberasturi      | Trek-Segafredo                     | z.t.     |
| 3                                | Fernando Gaviria    | UAE Team Emirates                  | z.t.     |
| 4                                | Aleksandr Vlasov    | BORA-hansgrohe                     | z.t.     |
| 5                                | Sean Quinn          | EF Education-EasyPost              | z.t.     |
| 6                                | Quinten Hermans     | Intermarché-Wanty-Gobert Matériaux | z.t.     |
| 7                                | Nikias Arndt        | Team DSM                           | z.t.     |
| 8                                | Ben O'Connor        | AG2R-Citroën                       | z.t.     |
| 9                                | Felix Großschartner | BORA-hansgrohe                     | z.t.     |
| 10                               | Steven Kruijswijk   | Team Jumbo-Visma                   | z.t.     |

| Algemeen klassement |                       |                        |          |
| Plaats              | Naam                  | Ploeg                  | Tijd     |
| Gele trui           | Rohan Dennis          | Team Jumbo-Visma       | 8u34'43" |
| 2                   | Felix Großschartner   | BORA-hansgrohe         | + 14"    |
| 3                   | Mauro Schmid          | Quick Step-Alpha Vinyl | + 18"    |
| 4                   | Dylan Teuns           | Bahrain-Victorious     | z.t.     |
| 5                   | Juan Ayuso            | UAE Team Emirates      | z.t.     |
| 6                   | Mikkel Frølich Honoré | Quick Step-Alpha Vinyl | z.t.     |
| 7                   | Patrick Bevin         | Israel-Premier Tech    | + 20"    |
| 8                   | Brandon McNulty       | UAE Team Emirates      | + 21"    |
| 9                   | Aleksandr Vlasov      | BORA-hansgrohe         | + 23"    |
| 10                  | Marc Hirschi          | UAE Team Emirates      | + 24"    |
|                     |                       |                        |          |
| 44                  | Steven Kruijswijk     | Team Jumbo-Visma       | + 58"    |

### 3e etappe
| Valbroye – Valbroye (165,1 km) |                       |                                    |          |
| Plaats                         | Naam                  | Ploeg                              | Tijd     |
| 1                              | Patrick Bevin         | Israel-Premier Tech                | 3u53'27" |
| 2                              | Ethan Hayter          | INEOS Grenadiers                   | z.t.     |
| 3                              | Rohan Dennis          | Team Jumbo-Visma                   | z.t.     |
| 4                              | Dion Smith            | Team BikeExchange Jayco            | z.t.     |
| 5                              | Quinten Hermans       | Intermarché-Wanty-Gobert Matériaux | z.t.     |
| 6                              | Damiano Caruso        | Bahrain-Victorious                 | z.t.     |
| 7                              | Finn Fisher-Black     | UAE Team Emirates                  | z.t.     |
| 8                              | Felix Großschartner   | BORA-hansgrohe                     | z.t.     |
| 9                              | Nikias Arndt          | Team DSM                           | z.t.     |
| 10                             | Mikkel Frølich Honoré | Quick Step-Alpha Vinyl             | z.t.     |
|                                |                       |                                    |          |
| 27                             | Steven Kruijswijk     | Team Jumbo-Visma                   | z.t.     |

| Algemeen klassement |                       |                        |           |
| Plaats              | Naam                  | Ploeg                  | Tijd      |
| Gele trui           | Rohan Dennis          | Team Jumbo-Visma       | 12u28'06" |
| 2                   | Patrick Bevin         | Israel-Premier Tech    | z.t.      |
| 3                   | Felix Großschartner   | BORA-hansgrohe         | z.t.      |
| 4                   | Mauro Schmid          | Quick Step-Alpha Vinyl | z.t.      |
| 5                   | Dylan Teuns           | Bahrain-Victorious     | z.t.      |
| 6                   | Juan Ayuso            | UAE Team Emirates      | z.t.      |
| 7                   | Mikkel Frølich Honoré | Quick Step-Alpha Vinyl | z.t.      |
| 8                   | Brandon McNulty       | UAE Team Emirates      | z.t.      |
| 9                   | Aleksandr Vlasov      | BORA-hansgrohe         | z.t.      |
| 10                  | Marc Hirschi          | UAE Team Emirates      | z.t.      |
|                     |                       |                        |           |
| 42                  | Steven Kruijswijk     | Team Jumbo-Visma       | + 1' 02"  |

### 4e etappe
| Aigle – Zinal/Val d’Anniviers (180,1 km) |                       |                     |          |
| Plaats                                   | Naam                  | Ploeg               | Tijd     |
| 1                                        | Sergio Higuita        | BORA-hansgrohe      | 4u58'52" |
| 2                                        | Aleksandr Vlasov      | BORA-hansgrohe      | z.t.     |
| 3                                        | Juan Ayuso            | UAE Team Emirates   | z.t.     |
| 4                                        | Ben O'Connor          | AG2R-Citroën        | z.t.     |
| 5                                        | Thibaut Pinot         | Groupama-FDJ        | z.t.     |
| 6                                        | Michael Woods         | Israel-Premier Tech | z.t.     |
| 7                                        | Gino Mäder            | Bahrain-Victorious  | z.t.     |
| 8                                        | Sébastien Reichenbach | Groupama-FDJ        | z.t.     |
| 9                                        | Simon Geschke         | Cofidis             | z.t.     |
| 10                                       | Carlos Verona         | Movistar Team       | z.t.     |
|                                          |                       |                     |          |
| 13                                       | Steff Cras            | Lotto Soudal        | + 6"     |
| 14                                       | Steven Kruijswijk     | Team Jumbo-Visma    | + 6"     |

| Algemeen klassement |                       |                       |           |
| Plaats              | Naam                  | Ploeg                 | Tijd      |
| Gele trui           | Rohan Dennis          | Team Jumbo-Visma      | 17u27'01" |
| 2                   | Juan Ayuso            | UAE Team Emirates     | + 15"     |
| 3                   | Aleksandr Vlasov      | BORA-hansgrohe        | + 18"     |
| 4                   | Ben O'Connor          | AG2R-Citroën          | + 25"     |
| 5                   | Luke Plapp            | INEOS Grenadiers      | + 30"     |
| 6                   | Gino Mäder            | Bahrain-Victorious    | + 32"     |
| 7                   | Sébastien Reichenbach | Groupama-FDJ          | + 37"     |
| 8                   | Neilson Powless       | EF Education-EasyPost | + 41"     |
| 9                   | Simon Geschke         | Cofidis               | + 42"     |
| 10                  | Steff Cras            | Lotto Soudal          | + 45"     |
|                     |                       |                       |           |
| 19                  | Steven Kruijswijk     | Team Jumbo-Visma      | + 1'05"   |

### 5e etappe
| Aigle – Villars-sur-Ollon (15,84 km) (ITT) |                   |                                    |          |
| Plaats                                     | Naam              | Ploeg                              | Tijd     |
| 1                                          | Aleksandr Vlasov  | BORA-hansgrohe                     | 33'40"   |
| 2                                          | Simon Geschke     | Cofidis                            | + 31"    |
| 3                                          | Gino Mäder        | Bahrain-Victorious                 | + 36"    |
| 4                                          | Damiano Caruso    | Bahrain-Victorious                 | + 1' 04" |
| 5                                          | Steven Kruijswijk | Team Jumbo-Visma                   | + 1' 05" |
| 6                                          | Thibaut Pinot     | Groupama-FDJ                       | + 1' 07" |
| 7                                          | Rein Taaramäe     | Intermarché-Wanty-Gobert Matériaux | + 1' 25" |
| 8                                          | Juan Ayuso        | UAE Team Emirates                  | z.t.     |
| 9                                          | Sepp Kuss         | Team Jumbo-Visma                   | + 1' 26" |
| 10                                         | Ben O'Connor      | AG2R-Citroën                       | + 1' 40" |
|                                            |                   |                                    |          |
| 15                                         | Steff Cras        | Lotto Soudal                       | + 1' 52" |

## Klassementenverloop
| Etappe       | Winnaar          | Algemeen klassement · | Puntenklassement · | Bergklassement · | Jeugdklassement · | Ploegenklassement | Strijdlust      |
| ------------ | ---------------- | --------------------- | ------------------ | ---------------- | ----------------- | ----------------- | --------------- |
| P            | Ethan Hayter     | Ethan Hayter          | Ethan Hayter       | niet uitgereikt  | Ethan Hayter      | INEOS Grenadiers  | niet uitgereikt |
| 1            | Dylan Teuns      | Rohan Dennis          | Rohan Dennis       | Thomas Champion  | Mauro Schmid      | UAE Team Emirates | Antoine Debons  |
| 2            | Ethan Hayter     | Rohan Dennis          | Ethan Hayter       | Thomas Champion  | Mauro Schmid      | UAE Team Emirates | Nils Brun       |
| 3            | Patrick Bevin    | Rohan Dennis          | Ethan Hayter       | Krists Neilands  | Mauro Schmid      | UAE Team Emirates | Nans Peters     |
| 4            | Sergio Higuita   | Rohan Dennis          | Ethan Hayter       | Toms Skujiņš     | Juan Ayuso        | Groupama-FDJ      | Ion Izagirre    |
| 5            | Aleksandr Vlasov | Aleksandr Vlasov      | Ethan Hayter       | Toms Skujiņš     | Juan Ayuso        | Team Jumbo-Visma  | niet uitgereikt |
| 0Eindstanden | 0Eindstanden     | Aleksandr Vlasov      | Ethan Hayter       | Toms Skujiņš     | Juan Ayuso        | Team Jumbo-Visma  | Nils Brun       |

## Eindklassementen
| Plaats    | Naam              | Ploeg              | Tijd      |
| --------- | ----------------- | ------------------ | --------- |
| Gele trui | Aleksandr Vlasov  | BORA-hansgrohe     | 18u00'59" |
| 2         | Gino Mäder        | Bahrain-Victorious | + 50"     |
| 3         | Simon Geschke     | Cofidis            | + 55"     |
| 4         | Juan Ayuso        | UAE Team Emirates  | + 1' 22"  |
| 5         | Ben O'Connor      | AG2R-Citroën       | + 1' 47"  |
| 6         | Damiano Caruso    | Bahrain-Victorious | + 1' 51"  |
| 7         | Steven Kruijswijk | Team Jumbo-Visma   | + 1' 52"  |
| 8         | Rohan Dennis      | Team Jumbo-Visma   | + 1' 54"  |
| 9         | Luke Plapp        | INEOS Grenadiers   | + 2' 08"  |
| 10        | Einer Rubio       | Movistar Team      | + 2' 13"  |
|           |                   |                    |           |
| 11        | Steff Cras        | Lotto Soudal       | + 2' 19"  |

| Plaats      | Naam              | Ploeg                              | Punten |
| ----------- | ----------------- | ---------------------------------- | ------ |
| Groene trui | Ethan Hayter      | INEOS Grenadiers                   | 110    |
| 2           | Aleksandr Vlasov  | BORA-hansgrohe                     | 96     |
| 3           | Rohan Dennis      | Team Jumbo-Visma                   | 81     |
|             |                   |                                    |        |
| 4           | Quinten Hermans   | Intermarché-Wanty-Gobert Matériaux | 61     |
| 18          | Steven Kruijswijk | Team Jumbo-Visma                   | 27     |

| Plaats    | Naam              | Ploeg                              | Berg |
| --------- | ----------------- | ---------------------------------- | ---- |
| Roze trui | Toms Skujiņš      | Trek-Segafredo                     | 49   |
| 2         | James Knox        | Quick Step-Alpha Vinyl             | 34   |
| 3         | Krists Neilands   | Israel-Premier Tech                | 20   |
|           |                   |                                    |      |
| 11        | Quinten Hermans   | Intermarché-Wanty-Gobert Matériaux | 10   |
| 17        | Steven Kruijswijk | Team Jumbo-Visma                   | 6    |

| Plaats      | Naam              | Ploeg             | Jongeren  |
| ----------- | ----------------- | ----------------- | --------- |
| Blauwe trui | Juan Ayuso        | UAE Team Emirates | 18u02'21" |
| 2           | Luke Plapp        | INEOS Grenadiers  | + 46"     |
| 3           | Einer Rubio       | Movistar Team     | + 51"     |
|             |                   |                   |           |
| 17          | Gijs Leemreize    | Team Jumbo-Visma  | + 32'24"  |
| 18          | Viktor Verschaeve | Lotto Soudal      | + 33'00"  |

| 1  | Team Jumbo-Visma       |  | 54u09'15" |
| 2  | Bahrain-Victorious     |  | + 2'14"   |
| 3  | Groupama-FDJ           |  | + 2'20"   |
|    |                        |  |           |
| 14 | Quick Step-Alpha Vinyl |  | + 26'21"  |

Mannen: 1947 · 1948 · 1949 · 1950 · 1951 · 1952 · 1953 · 1954 · 1955 · 1956 · 1957 · 1958 · 1959 · 1960 · 1961 · 1962 · 1963 · 1964 · 1965 · 1966 · 1967 · 1968 · 1969 · 1970 · 1971 · 1972 · 1973 · 1974 · 1975 · 1976 · 1977 · 1978 · 1979 · 1980 · 1981 · 1982 · 1983 · 1984 · 1985 · 1986 · 1987 · 1988 · 1989 · 1990 · 1991 · 1992 · 1993 · 1994 · 1995 · 1996 · 1997 · 1998 · 1999 · 2000 · 2001 · 2002 · 2003 · 2004 · 2005 · 2006 · 2007 · 2008 · 2009 · 2010 · 2011 · 2012 · 2013 · 2014 · 2015 · 2016 · 2017 · 2018 · 2019 · 2020 · 2021 · 2022 · 2023 · 2024 · 2025
Vrouwen: 2022 · 2023 · 2024 · 2025
Ronde van de Verenigde Arabische Emiraten ·
Omloop Het Nieuwsblad ·
Strade Bianche ·
Parijs-Nice · 
Tirreno-Adriatico · 
Milaan-San Remo ·
Ronde van Catalonië ·
Driedaagse Brugge-De Panne ·
E3 Saxo Bank Classic ·
Gent-Wevelgem ·
Dwars door Vlaanderen ·
Ronde van Vlaanderen ·
Ronde van het Baskenland ·
Amstel Gold Race ·
Parijs-Roubaix ·
Waalse Pijl ·
Luik-Bastenaken-Luik ·
Ronde van Romandië ·
Eschborn-Frankfurt ·
Ronde van Italië ·
Critérium du Dauphiné ·
Ronde van Zwitserland ·
Ronde van Frankrijk ·
Clásica San Sebastián ·
Ronde van Polen ·
BEMER Cyclassics ·
Bretagne Classic ·
Benelux Tour ·
Ronde van Spanje ·
GP van Quebec · 
GP van Montreal · 
Ronde van Lombardije ·
Ronde van Guangxi ·